# Orcevaux
Orcevaux est une commune française située dans le département de la Haute-Marne, en région Grand Est.
Le village s'étire à flanc de coteau, exposant ses façades et ses vergers au soleil. Orcevaux était l'ancien hameau de Flagey, il devient une commune à la Révolution.
Les habitants de ce village ont pour nom les Orcivalien(ennes).

## Géographie
L'altitude d'Orcevaux est de 410 mètres environ. Sa superficie est de 4,22 km2. Sa latitude est de 47.776 degrés nord et sa longitude de 5.272 degrés est. Les villes et villages proches d'Orcevaux sont : Flagey (52250) à 1,30 km, Verseilles-le-Bas (52250) à 1,96 km, Verseilles-le-Haut (52250) à 2,06 km, Brennes (52200) à 2,40 km, Baissey (52250) à 2,96 km.
| Flagey  | Brennes  |                    |
| Baissey | Orcevaux | Verseilles-le-haut |
|         |          | Verseilles-le-Bas  |

### Hydrographie
La commune est dans le bassin versant de la Saône au sein du bassin Rhône-Méditerranée-Corse. Elle est drainée par le ruisseau de Flagey.

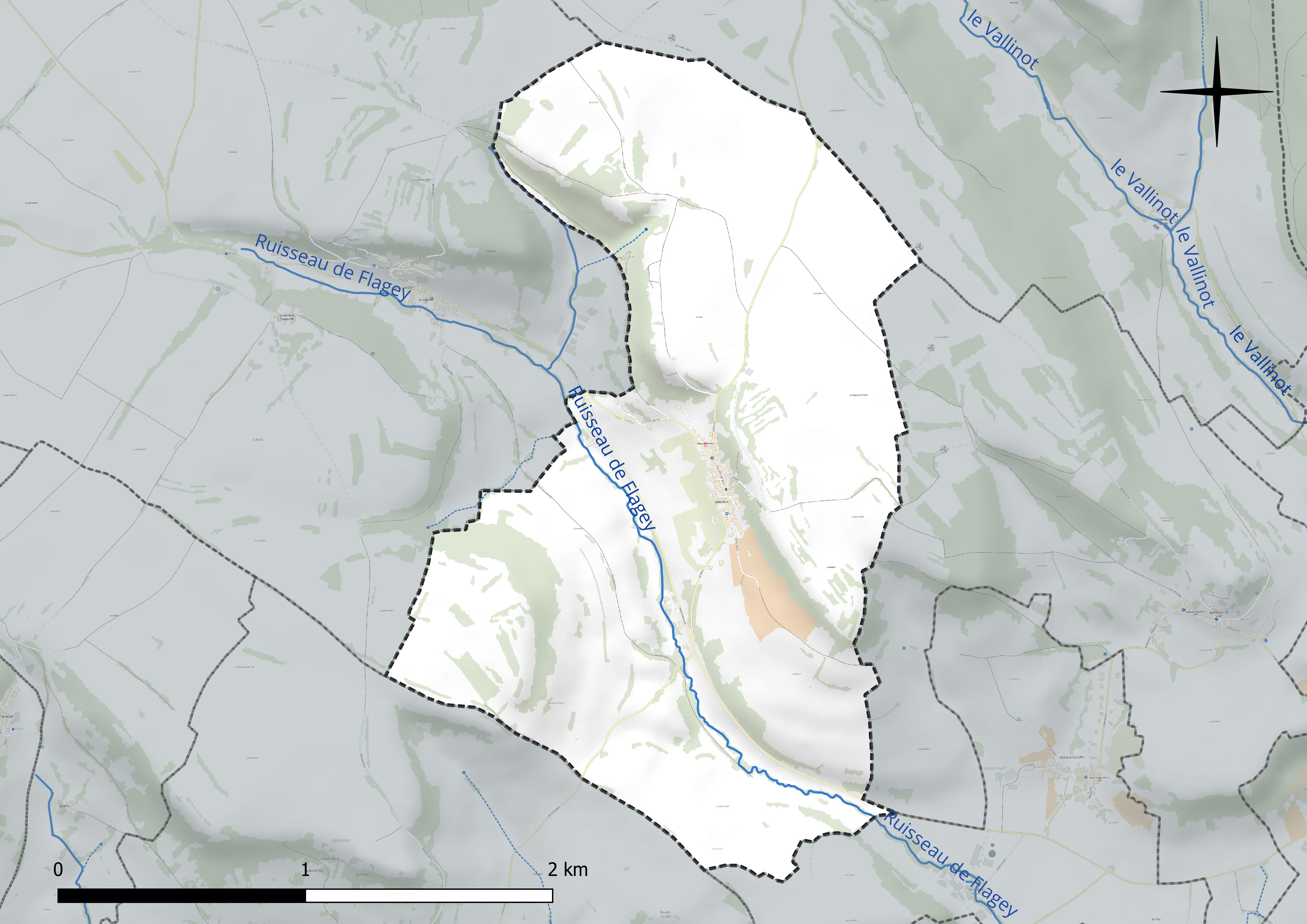
Réseau hydrographique d'Orcevaux.

### Climat
Pour des articles plus généraux, voir Climat du Grand Est et Climat de la Haute-Marne.
En 2010, le climat de la commune est de type climat des marges montargnardes, selon une étude du Centre national de la recherche scientifique s'appuyant sur une série de données couvrant la période 1971-2000. En 2020, Météo-France publie une typologie des climats de la France métropolitaine dans laquelle la commune est exposée à un climat océanique altéré et est dans la région climatique  Lorraine, plateau de Langres, Morvan, caractérisée par un hiver rude (1,5 °C), des vents modérés et des brouillards fréquents en automne et hiver. 
Pour la période 1971-2000, la température annuelle moyenne est de 9,9 °C, avec une amplitude thermique annuelle de 16,9 °C. Le cumul annuel moyen de précipitations est de 960 mm, avec 13 jours de précipitations en janvier et 8,7 jours en juillet. Pour la période 1991-2020, la température moyenne annuelle observée sur la station météorologique de Météo-France la plus proche, « Langres », sur la commune de Langres à 10 km à vol d'oiseau, est de 10,2 °C et le cumul annuel moyen de précipitations est de 896,1 mm. 
La température maximale relevée sur cette station est de 38,8 °C, atteinte le 25 juillet 2019 ; la température minimale est de −21,2 °C, atteinte le 2 février 1956,,. 
Les paramètres climatiques de la commune ont été estimés pour le milieu du siècle (2041-2070) selon différents scénarios d'émission de gaz à effet de serre à partir des nouvelles projections climatiques de référence DRIAS-2020. Ils sont consultables sur un site dédié publié par Météo-France en novembre 2022.

## Urbanisme

### Typologie
Au 1er janvier 2024, Orcevaux est catégorisée commune rurale à habitat dispersé, selon la nouvelle grille communale de densité à sept niveaux définie par l'Insee en 2022.
Elle est située hors unité urbaine. Par ailleurs la commune fait partie de l'aire d'attraction de Langres, dont elle est une commune de la couronne,. Cette aire, qui regroupe 77 communes, est catégorisée dans les aires de moins de 50 000 habitants,.

### Occupation des sols
L'occupation des sols de la commune, telle qu'elle ressort de la base de données européenne d’occupation biophysique des sols Corine Land Cover (CLC), est marquée par l'importance des territoires agricoles (97,9 % en 2018), en augmentation par rapport à 1990 (93,2 %). La répartition détaillée en 2018 est la suivante : 
prairies (45,3 %), terres arables (39,8 %), zones agricoles hétérogènes (12,8 %), forêts (2,1 %). L'évolution de l’occupation des sols de la commune et de ses infrastructures peut être observée sur les différentes représentations cartographiques du territoire : la carte de Cassini (XVIIIe siècle), la carte d'état-major (1820-1866) et les cartes ou photos aériennes de l'IGN pour la période actuelle (1950 à aujourd'hui).

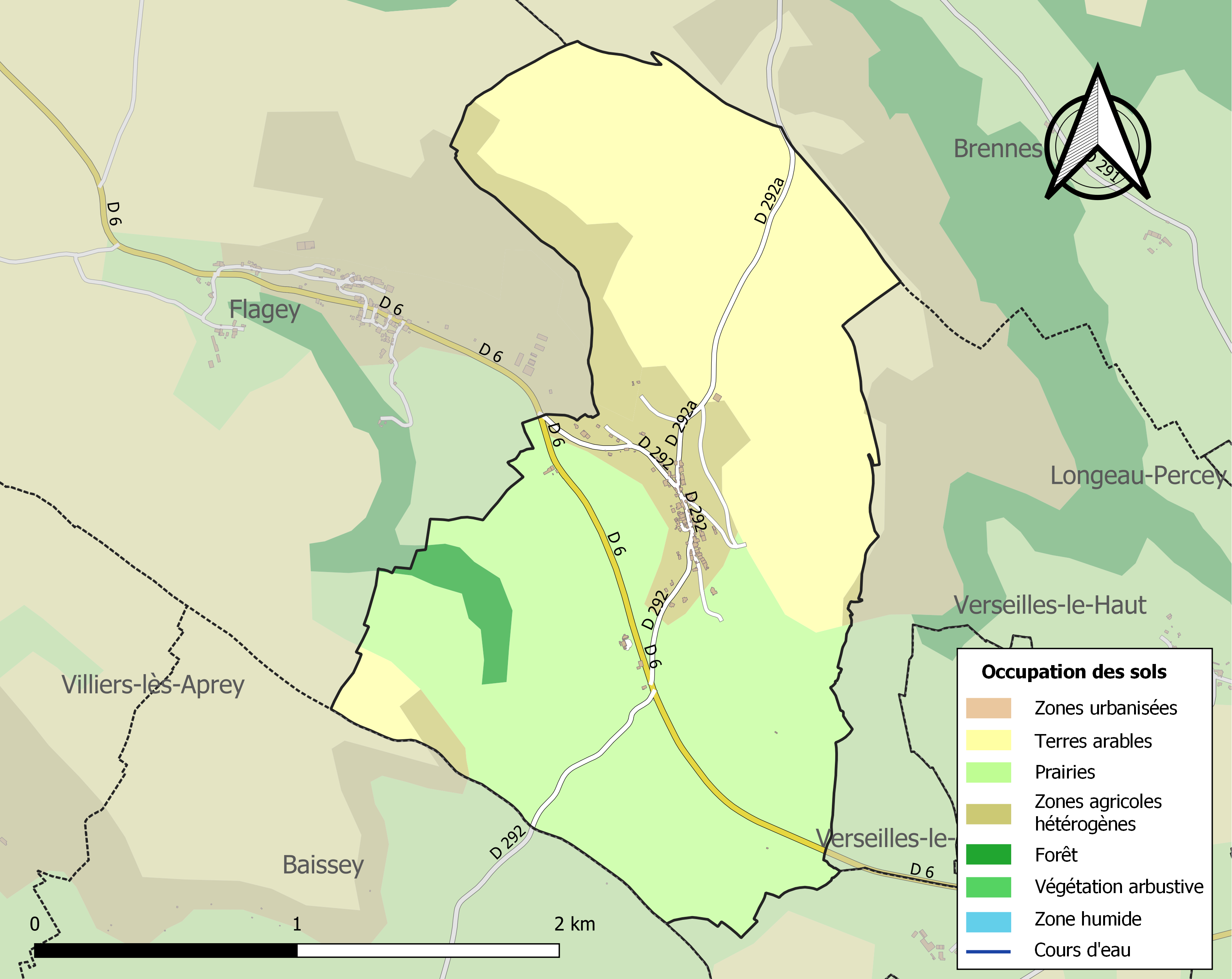
Carte des infrastructures et de l'occupation des sols de la commune en 2018 (CLC).

## Toponymie
Attestée sous le nom Orceval en 1235.

De Ursius, gentilité ou nom romain de famille, dérivé de ursus (ours).

## Histoire

### Carte de Cassini
|  |

La carte de Cassini ci-dessus montre qu'au XVIIIè siècle, Orcevaux n'est pas une paroisse et ne poosède donc pas d'église. Le hameau dépendait de la cure de Flagey.

Le nom du village viendrait du latin Orci Vallis qui signifie  Vallée de l'Enfer.

Au sud, le terroir de la commune est traversé par le Ruisseau de Flagey qui est un affluent de La Vingeanne. Deux moulins à eau, dont les bâtiments sont encore présents de nos jours, sont représentés sur la rivière: Le Moulin Blanc et Le moulin Busselin.

## Politique et administration
| Période                                  | Période  | Identité           | Étiquette | Qualité |
| ---------------------------------------- | -------- | ------------------ | --------- | ------- |
| avant 1981                               | 1983     | Barthélemy Couroux | DVG       |         |
| 1983                                     | En cours | Claude Blanchot    |           |         |
| Les données manquantes sont à compléter. |          |                    |           |         |

## Population et société

### Démographie

#### Évolution démographique
L'évolution du nombre d'habitants est connue à travers les recensements de la population effectués dans la commune depuis 1793. Pour les communes de moins de 10 000 habitants, une enquête de recensement portant sur toute la population est réalisée tous les cinq ans, les populations de référence des années intermédiaires étant quant à elles estimées par interpolation ou extrapolation. Pour la commune, le premier recensement exhaustif entrant dans le cadre du nouveau dispositif a été réalisé en 2004.

En 2022, la commune comptait 96 habitants, en évolution de −2,04 % par rapport à 2016 (Haute-Marne : −4,62 %, France hors Mayotte : +2,11 %).
| 1793 | 1800 | 1806 | 1821 | 1831 | 1836 | 1841 | 1846 | 1851 |
| ---- | ---- | ---- | ---- | ---- | ---- | ---- | ---- | ---- |
| 175  | 204  | 209  | 159  | 215  | 202  | 192  | 193  | 180  |

| 1856 | 1861 | 1866 | 1872 | 1876 | 1881 | 1886 | 1891 | 1896 |
| ---- | ---- | ---- | ---- | ---- | ---- | ---- | ---- | ---- |
| 176  | 175  | 168  | 146  | 148  | 147  | 169  | 155  | 160  |

| 1901 | 1906 | 1911 | 1921 | 1926 | 1931 | 1936 | 1946 | 1954 |
| ---- | ---- | ---- | ---- | ---- | ---- | ---- | ---- | ---- |
| 155  | 149  | 133  | 109  | 110  | 98   | 104  | 95   | 105  |

| 1962 | 1968 | 1975 | 1982 | 1990 | 1999 | 2004 | 2006 | 2009 |
| ---- | ---- | ---- | ---- | ---- | ---- | ---- | ---- | ---- |
| 98   | 92   | 77   | 81   | 83   | 98   | 105  | 103  | 115  |

| 2014 | 2019 | 2022 | - | - | - | - | - | - |
| ---- | ---- | ---- | - | - | - | - | - | - |
| 99   | 102  | 96   | - | - | - | - | - | - |

## Lieux et monuments
Orcevaux a la particularité de ne pas avoir d'église, mais comporte :
- une mairie ;
- trois lavoirs ;
- un monument aux morts rendant hommage aux soldats morts pour la France lors de la Première Guerre mondiale.

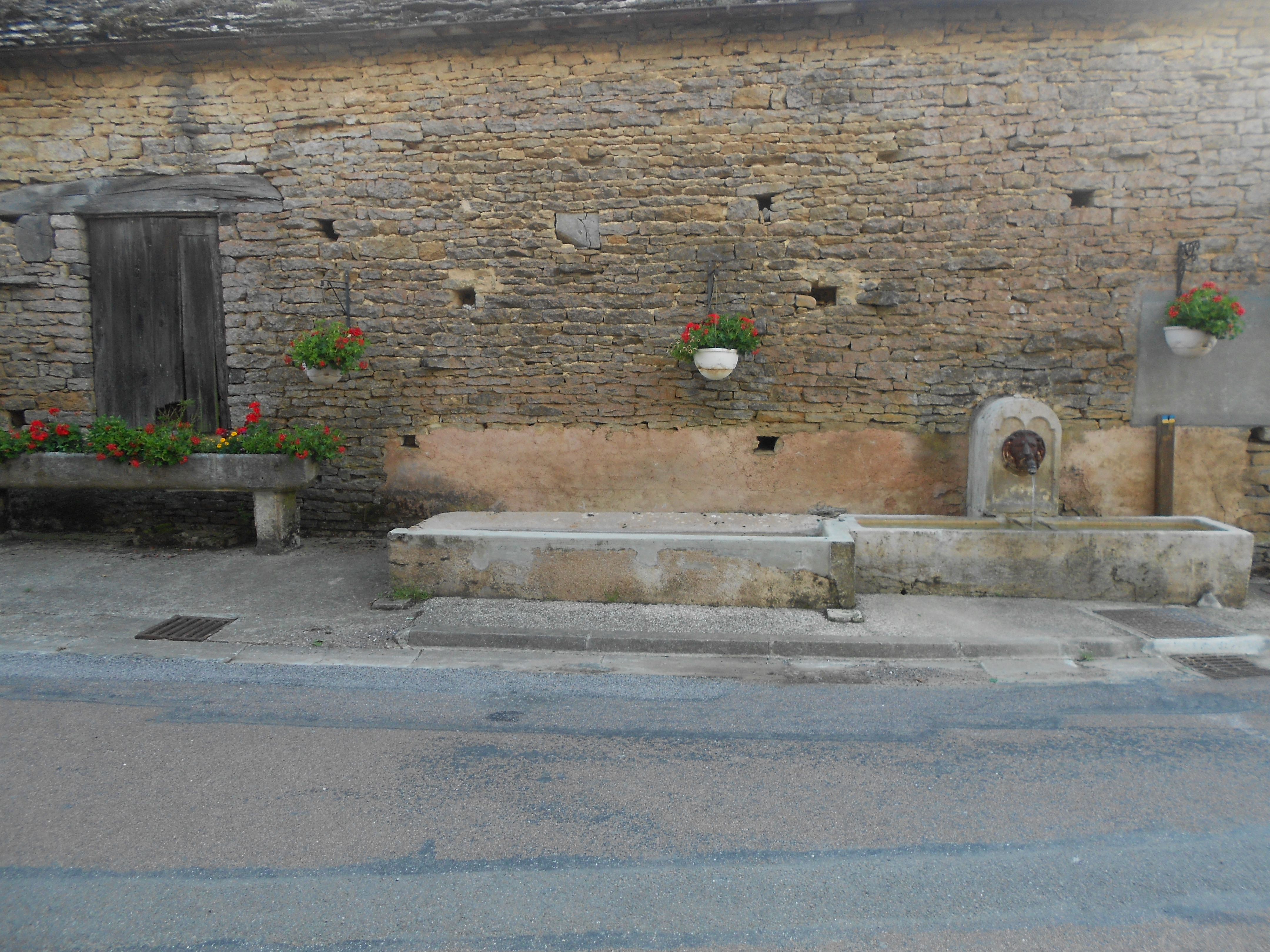
Lavoir d'Orcevaux.
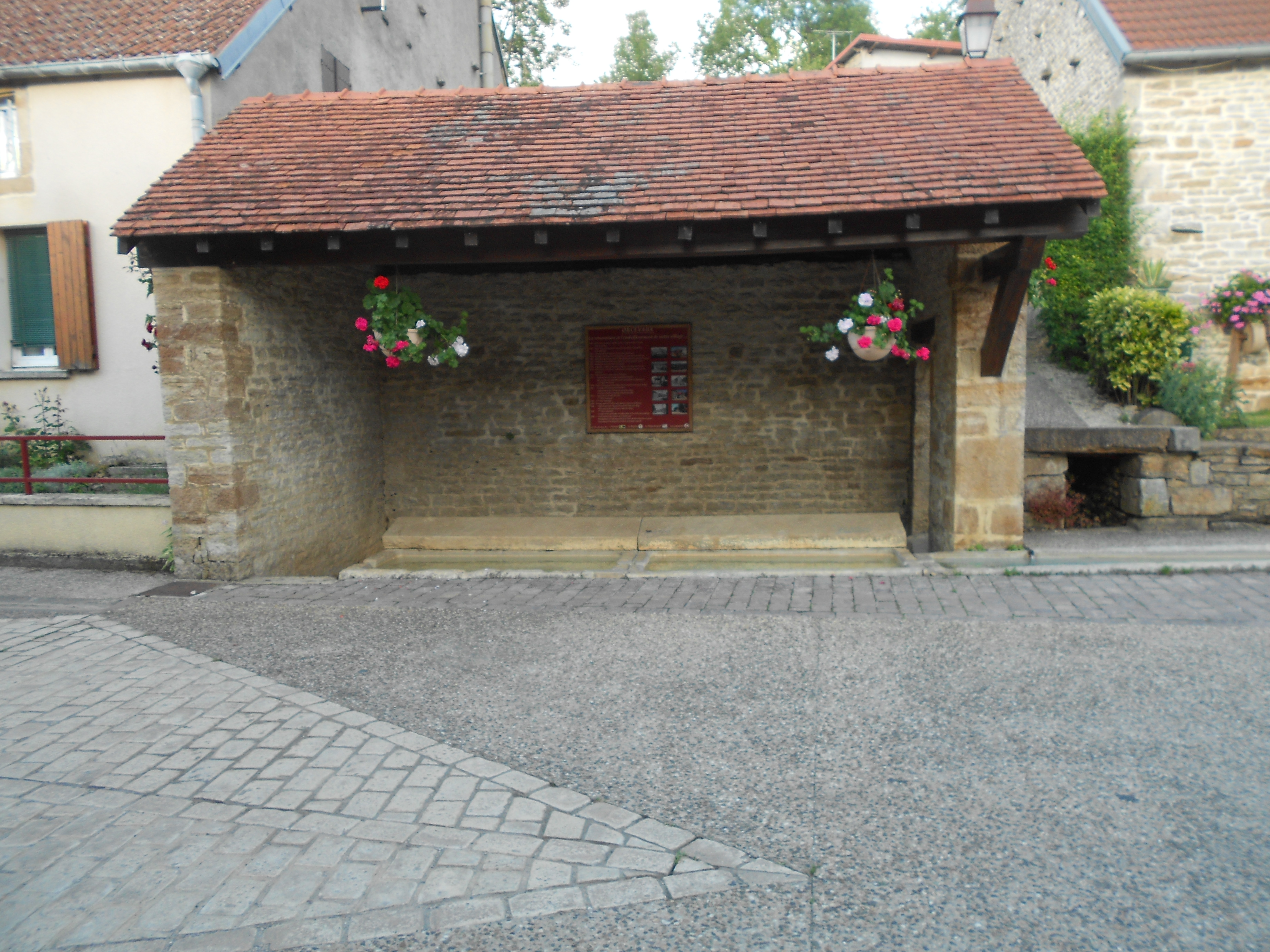
Lavoir d'Orcevaux.
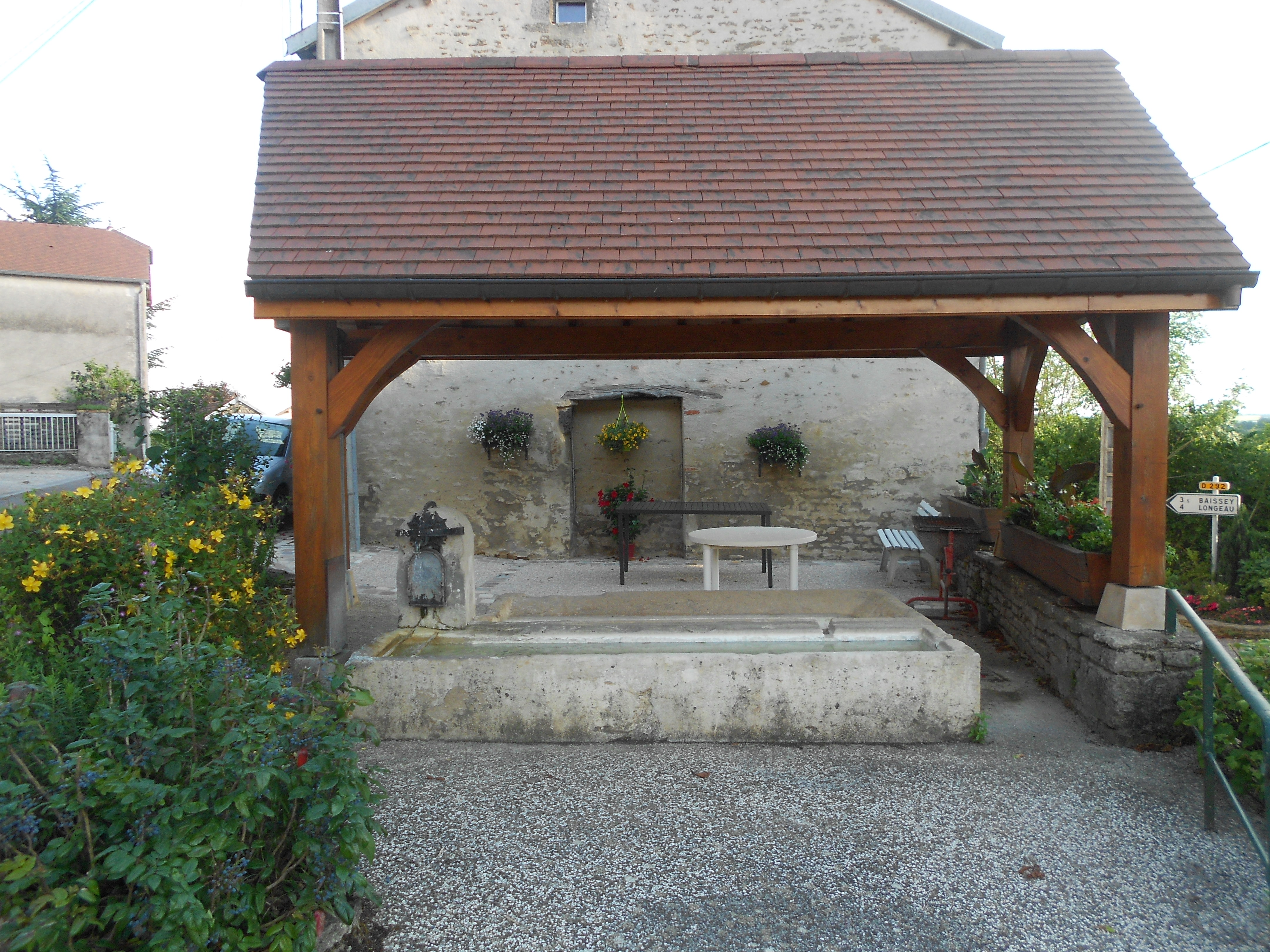
Lavoir d'Orcevaux.
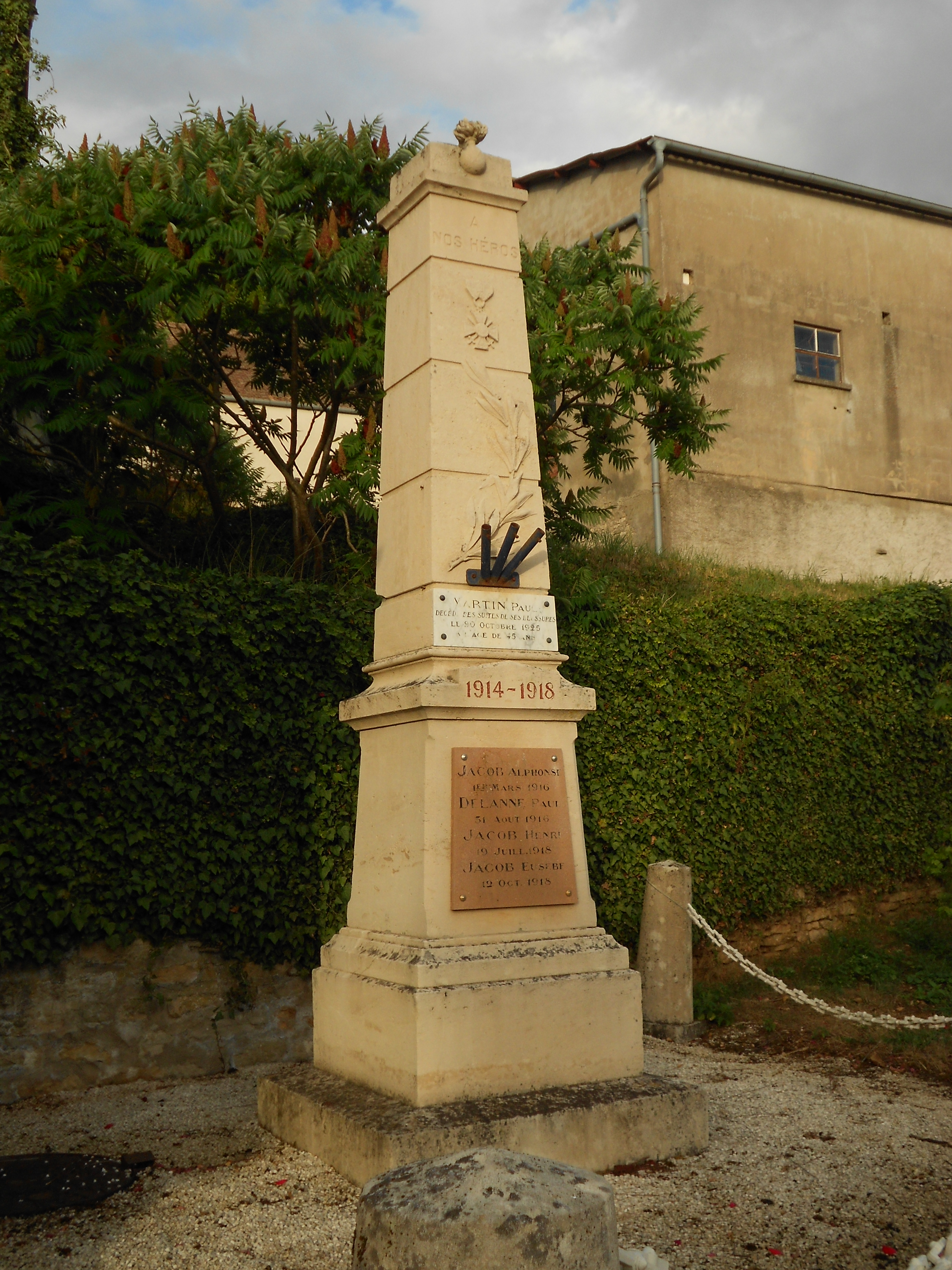
Monument aux morts d'Orcevaux.
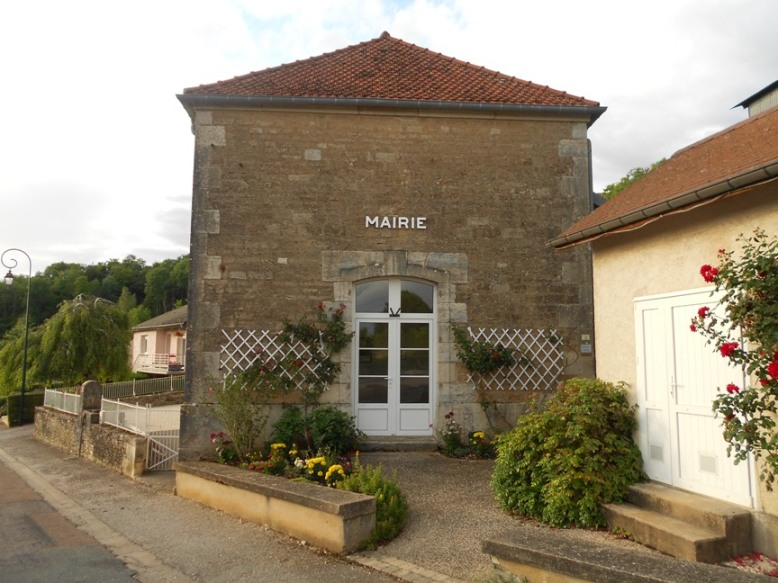
Mairie d'Orcevaux.